# Пипин (Арнулфинги)
Вижте пояснителната страница за други личности с името Пипин.
Пипин (на немски: Pippin; на латински: Pippinus, † 720/726) от фамилията Арнулфинги, е син на херцог Дрого и Анструда, внук на Пипин Ерсталски, праправнук на Арнулф от Мец и племенник на Гримоалд Млади.
Той и братята му Арнулф и Готфрид са затворени от техния получичо Карл Мартел. Вероятно той умира по време на затвора. Гробът му не е известен.